# Metrosideros angustifolia
Metrosideros angustifolia är en myrtenväxtart som först beskrevs av Carl von Linné, och fick sitt nu gällande namn av James Edward Smith. Metrosideros angustifolia ingår i släktet Metrosideros och familjen myrtenväxter. Inga underarter finns listade i Catalogue of Life.